# خاتون‌آباد (دلفان)
خاتون‌آباد، خاتون بان یا تونابی روستایی از توابع بخش مرکزی شهرستان دلفان در استان لرستان ایران است.
این روستا یکی از روستاهای تاریخی ایران می باشد که چندین بار به صورت رسمی یا غیر قانونی در آن حفاری صورت گرفته و بخشی از اشیا تاریخی آن که مهمترین آنها قوچ بالدار است در موزه ایران باستان نگهداری می شود. اشیا کشف‌شده نشان از تمدن دیرینه آن که به عصر مفرغ برمی‌گردد می‌دهد. سکه‌های کشف‌شده از دوران اشکانیان و بیشتر ساسانیان هم موید تاریخی بودن آن است.
زبان مردم روستا لکی است.
رضا مراد صحرایی وزیر سابق آموزش و پرورش در دولت سیزدهم و رییس سابق دانشگاه فرهنگیان ‌اهل این روستاست.

## جمعیت
این روستا در دهستان نورآباد قرار دارد و جز طایفه تونابی‌اند که زیر مجموعه ایل ایتیوند هستند.
براساس سرشماری مرکز آمار ایران در سال ۱۳۸۵، جمعیت آن ۱۱۴ نفر (۲۰ خانوار) بوده‌است.